# Treeless Plain
Albums de The Triffids
Bad Timing and Other Stories
(1983) Love in Bright Landscapes
(1986)
Treeless Plain est un album de The Triffids, sorti en 1983.

## L'album

### Titres
Tous les titres sont de David McComb, sauf mentions.
1. Red Pony - 4:11
2. Branded - 2:44
3. My Baby Thinks She's a Train - 3:36
4. Rosevel - 2:59
5. I Am a Lonesome Hobo (Bob Dylan) - 2:14
6. Place in the Sun - 2:22
7. Plaything - 3:10
8. Old Ghostrider - 3:09
9. Hanging Shed - 4:02
10. Hell of a Summer - 4:30
11. Madeline - 2:35
12. Nothing Can Take Your Place - 2:49

### Musiciens
- Alsy MacDonald : batterie, percussions, voix
- David McComb : voix, guitare, piano
- Robert McComb : violon, guitare, claviers, voix
- Martyn P. Casey : basse, voix
- Jill Birt : orgue
- Ian Macourt : violoncelle
- David Angell : violon